# ترانزیت شهرداری غرب ونکوور
ترانزیت شهرداری غرب ونکوور (انگلیسی: West Vancouver Municipal Transit) معمولاً به عنوان اتوبوس آبی شناخته می‌شود، در سال ۱۹۱۲ تأسیس شد و یکی از قدیمی‌ترین سیستم‌های شهری است که به‌طور مداوم در آمریکای شمالی کار می‌کند. این شرکت به عنوان یک پیمانکار فرعی برای خدمات حمل و نقل بریتیش کلمبیا، مرجع حمل و نقل منطقه ای مترو ونکوور، فعالیت می‌کند.

## مسیرها
از آوریل ۲۰۲۰، اتوبوس آبی ۱۲ مسیر زیر را اجرا می‌کند که به شهرهای وست ونکوور، ونکوور شمالی، ونکوور و خلیج لاینز خدمات می‌دهد:
1. ۲۱۴ مبادله فیبز / بلوریج
2. ۲۱۵ مبادله فیبز / رودخانه هند
3. ۲۲۷ مبادله فیبز / مرکز دره لین
4. ۲۵۰ ونکوور / خلیج هورس شو / دونداراو (۲۵۰A)
5. ۲۵۱ مرکز خرید پارک رویال / کوئینز
6. ۲۵۲ مرکز خرید پارک رویال / اینگلوود
7. ۲۵۳ ونکوور / مرکز خرید پارک رویال / کالفیلد
8. ۲۵۴ ونکوور / مرکز خرید پارک رویال / املاک بریتانیا
9. ۲۵۵ دانشگاه کاپیلانو / دونداراو
10. ۲۵۶ مرکز خرید پارک رویال / ویتبی استیتز / اسپوراوی
11. ۲۵۸ وست ونکوور / UBC
12. ۲۶۲ خلیج لاینز / کولفیلد